# Sweet Home (Oregon)

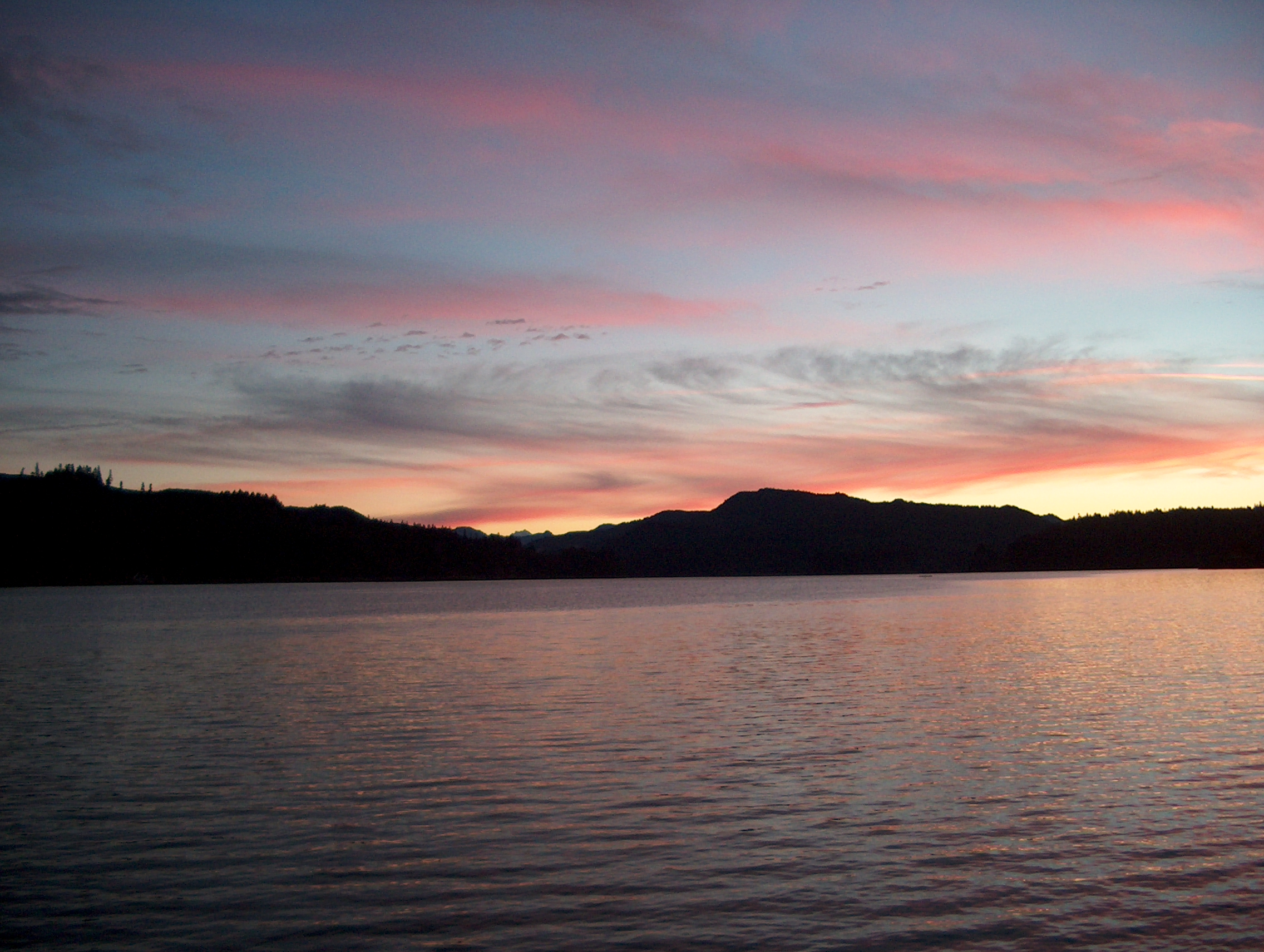
A Foster tó

Sweet Home az Amerikai Egyesült Államok északnyugati részén, Oregon állam Linn megyéjében elhelyezkedő város. A 2010. évi népszámláláskor 8925 lakosa volt. A város területe 14,89 km², melyből 1,17 km² vízi.
A település mottója a közeli vizekhez és a Cascade-hegységhez való közelségét jelzi. 1992 óta rendezik meg a háromnapos Oregon Jamboree countryzene-fesztivált, ahol tizenháromezer vendég fordul meg. 2018-ban a Willamette Nemzeti Erdőt választották a Capitolium karácsonyfájának forrásául, amelyet minden évben az USA más-más vidékéről szereznek be.
A helyiség legnagyobb foglalkoztatói a Ti Squared Technologies titánfeldolgozó, a fémdetektorok gyártásával foglalkozó White’s Electronics, a lövedékek gyártásával foglalkozó HEVI-Shot, a Cascade Timber Consulting faipari befektetésekkel foglalkozó szervezet, az erdőhatóság, a fűtőtesteket forgalmazó Radiator Supply House, a Murphy Plywood faipari gyártócég, a McCool Millworks bányaipari vállalat és az iskolakerület.
A körzet közösségi közlekedését a Linn Shuttle biztosítja. A város hetilapja a The New Era, valamint elérhető az Albany Democrat-Herald is.

## Történet
Az első telepesek 1850-ben érkeztek a helyi völgybe. Az itt található, nevét a helyi szalon ormán lévő trófeákról kapó Buckhead település az Ames patak és a Déli-Santiam-folyó torkolatánál jött létre. Innen keletre alakult meg Mossville, ahol egy bolt és egy posta volt. 1874-ben a két közösség összeolvadt, majd 1893-ban hivatalosan is létrejött Sweet Home városa.
1865-ben nyílt meg a Willamette-völgyet Oregon középső részével összekötő Santiam Wagon Road fizetős út, amely a Santiam-hágón át Sisters közelében lévő Polk táborig haladt. Az út létfontosságú volt a haszonállatok nyugatról középre, illetve a gyapjú keletről visszafelé irányban, a Cascade-hegységen át való, a feldolgozókig való szállításában. A Columbia folyótól délre lefektetett vasútvonal, illetve a McKenzie Pass Highway az utat az 1930-as évekre feleslegessé tették; később nagyrészt ezen a nyomvonalon jelölték ki a U.S. Route 20-at.
A faipar anyagszükségleteinek megnövekedése miatt az 1940-es években a város gyors növekedésnek indult, amely tovább erősödött a Green Peter-gát 1962-es, illetve a Foster-gát 1966-os építkezésével.
Az 1980-as években a helyi faipar a gazdasági folyamatok, a verseny, a hatékonyság javulása, illetve az erdők védelmének érdekében szigorodó szabályozások miatt hanyatlásnak indult, ekkor számos üzem szűnt meg; a település ekkor új bevételi források után nézett, például az Oregon Jamboree countryfesztivál megrendezése.

## Földrajz és éghajlat

### Földrajz
A település nyugati határán fekszik a U.S. Route 20 és az Oregon Route 228 csomópontja.
Az Ames- és Wiley patakok a város területén belül csatlakoznak a Déli-Santiam-folyóba, amely a helység északi részén elhelyezkedő Foster víztározótól indul.
Sweet Home egy őskori megkövesedett erdőn épült ki; a környéken találtak még achátot, jáspist, illetve egyéb kristályokat és ásványokat is.

#### Fedett hidak
A Scio közelében folyó Thomas-patakról az Ames patakra áthelyezett Weddle fedett híd a helyi Sankey parkban található. A körzetben két hasonló műtárgy található: a Sweet Home-tól 13 km-re délnyugatra haladó Calapooia folyó felett emelt Crawfordsville-, valamint a Déli-Santiam-folyó innen 19 km-re keletre található szakaszán átívelő Rövid fedett híd.

### Éghajlat
A város éghajlata a Köppen-skála szerint mediterrán (Csb-vel jelölve). A legcsapadékosabb a november–december, a legszárazabb pedig a július–augusztus közötti időszak. A legmelegebb hónap július és augusztus, a leghidegebb pedig december.
| Hónap                         | Jan.  | Feb.  | Már. | Ápr. | Máj.  | Jún. | Júl. | Aug. | Szep. | Okt. | Nov. | Dec.  | Év    |
| ----------------------------- | ----- | ----- | ---- | ---- | ----- | ---- | ---- | ---- | ----- | ---- | ---- | ----- | ----- |
| Rekord max. hőmérséklet (°C)  | 19,4  | 21,7  | 26,1 | 29,4 | 35,6  | 38,9 | 41,1 | 40,6 | 38,9  | 33,9 | 23,9 | 20,6  | 41,1  |
| Átlagos max. hőmérséklet (°C) | 9,4   | 11,7  | 14,4 | 16,7 | 20,0  | 23,3 | 27,8 | 28,3 | 25,0  | 18,9 | 12,2 | 8,9   | 18,1  |
| Átlaghőmérséklet (°C)         | 5,0   | 6,2   | 8,3  | 10,0 | 12,8  | 15,6 | 18,6 | 18,6 | 16,1  | 11,7 | 7,2  | 4,8   | 11,3  |
| Átlagos min. hőmérséklet (°C) | 0,6   | 0,6   | 2,2  | 3,3  | 5,6   | 7,8  | 9,4  | 8,9  | 7,2   | 4,4  | 2,2  | 0,6   | 4,4   |
| Rekord min. hőmérséklet (°C)  | −18,0 | −16,7 | −5,6 | −5,6 | −17,2 | 1,7  | 3,9  | 2,2  | 0,0   | −6,7 | −8,9 | −18,0 | −18,0 |
| Átl. csapadékmennyiség (mm)   | 182   | 152   | 146  | 121  | 103   | 71   | 21   | 23   | 45    | 109  | 217  | 205   | 1395  |
| Forrás: The Weather Channel   |       |       |      |      |       |      |      |      |       |      |      |       |       |

## Népesség

### 2010
A 2010-es népszámláláskor a városnak 8925 lakója, 3440 háztartása és 2315 családja volt. A népsűrűség 650 fő/km2. A lakóegységek száma 3768, sűrűségük 274,4 db/km2. A lakosok 93,3%-a fehér, 0,3%-a afroamerikai, 1,3%-a indián, 0,8%-a ázsiai, 0,1%-a a Csendes-óceáni szigetekről származik, 1,1%-a egyéb, 3%-a pedig kettő vagy több etnikumú. A spanyol vagy latino származásúak aránya 4,7% (3,9% mexikói, 0,2% Puerto Ricó-i, 0,1% kubai, 0,5% egyéb spanyol vagy latino származású.)
A háztartások 33,7%-ában élt 18 évnél fiatalabb. 47,5% házas, 13,9% egyedülálló nő, 5,9% egyedülálló férfi, 32,7% pedig nem család. 25,7% egyedül élt; 11,4%-uk 65 éves vagy idősebb. Egy háztartásban átlagosan 2,57 személy élt; a családok átlagmérete 3,05 fő.
A medián életkor 39,6 év volt. A város lakóinak 25,7%-a 18 évesnél fiatalabb, 7,6% 18 és 24 év közötti, 22,3%-uk 25 és 44 év közötti, 27,5%-uk 45 és 64 év közötti, 16,7%-uk pedig 65 éves vagy idősebb. A lakosok 49,6%-a férfi, 50,4%-a pedig nő.

### 2000
A 2000-es népszámláláskor  a városnak 8016 lakója, 3063 háztartása és 2132 családja volt. A népsűrűség 583,8 fő/km2. A lakóegységek száma 3347, sűrűségük 243,7 db/km2. A lakosok 93,6%-a fehér, 0,2%-a afroamerikai, 1,7%-a indián, 0,6%-a ázsiai, 0,1%-a a Csendes-óceáni szigetekről származik, 1%-a egyéb-, 2,7%-a pedig kettő vagy több etnikumú. A spanyol vagy latino származásúak aránya 3,1% (2,4% mexikói, 0,1% Puerto Ricó-i,  0,6% pedig egyéb spanyol/latino származású.)
A háztartások 21,3%-ában élt 18 évnél fiatalabb. 52,2% házas, 12,2% egyedülálló nő; 30,4% pedig nem család. 25,2% egyedül élt; 13,6%-uk 65 éves vagy idősebb. Egy háztartásban átlagosan 2,59 személy élt; a családok átlagmérete 3,07 fő.
A város lakóinak 27,9%-a 18 évesnél fiatalabb, 5,3% 18 és 24 év közötti, 25,3%-uk 25 és 44 év közötti, 21,7%-uk 45 és 64 év közötti, 17,2%-uk pedig 65 éves vagy idősebb. A medián életkor 37,3 év volt. Minden 100 nőre 94,6 férfi jut; a 18 évnél idősebb nőknél ez az arány 90,7.
A háztartások medián bevétele 31 030 amerikai dollár, ez az érték családoknál $35 833. A férfiak medián keresete $32 866, míg a nőké $20 833. A város egy főre jutó bevétele (PCI) $13 548. A családok 14%-a, a teljes népesség 17,5%-a élt létminimum alatt; a 18 év alattiaknál ez a szám 21,1%, a 65 évnél idősebbeknél pedig 11,1%.

## Oktatás

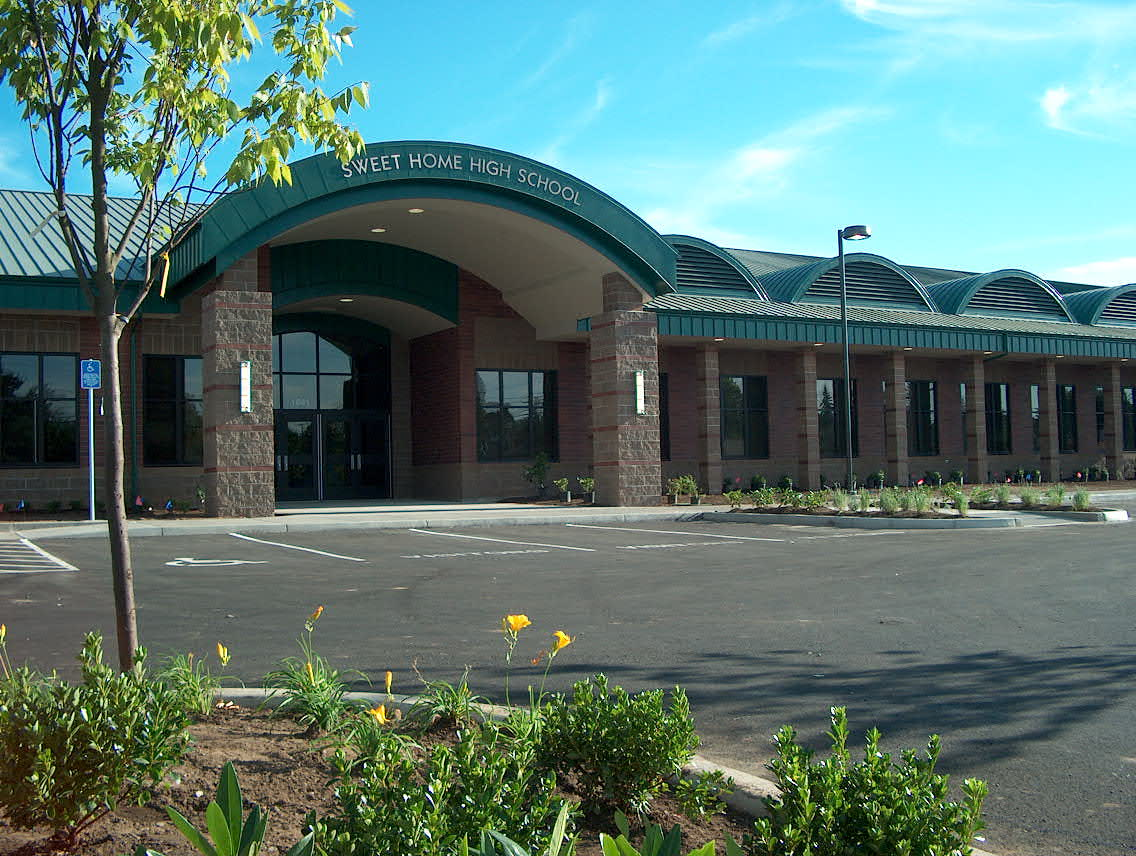
A gimnázium

A településnek három általános iskolája (Foster, Hawthorne és Oak Hights), egy középiskolai előkészítője (Sweet Home Junior High School), valamint egy gimnáziuma (Sweet Home High School) van, amelyek a Sweet Home-i Iskolakerület fennhatósága alá tartoznak.
A városban a Linn–Bentoni Közösségi Főiskola kihelyezett kampuszt üzemeltet.

## Pihenés

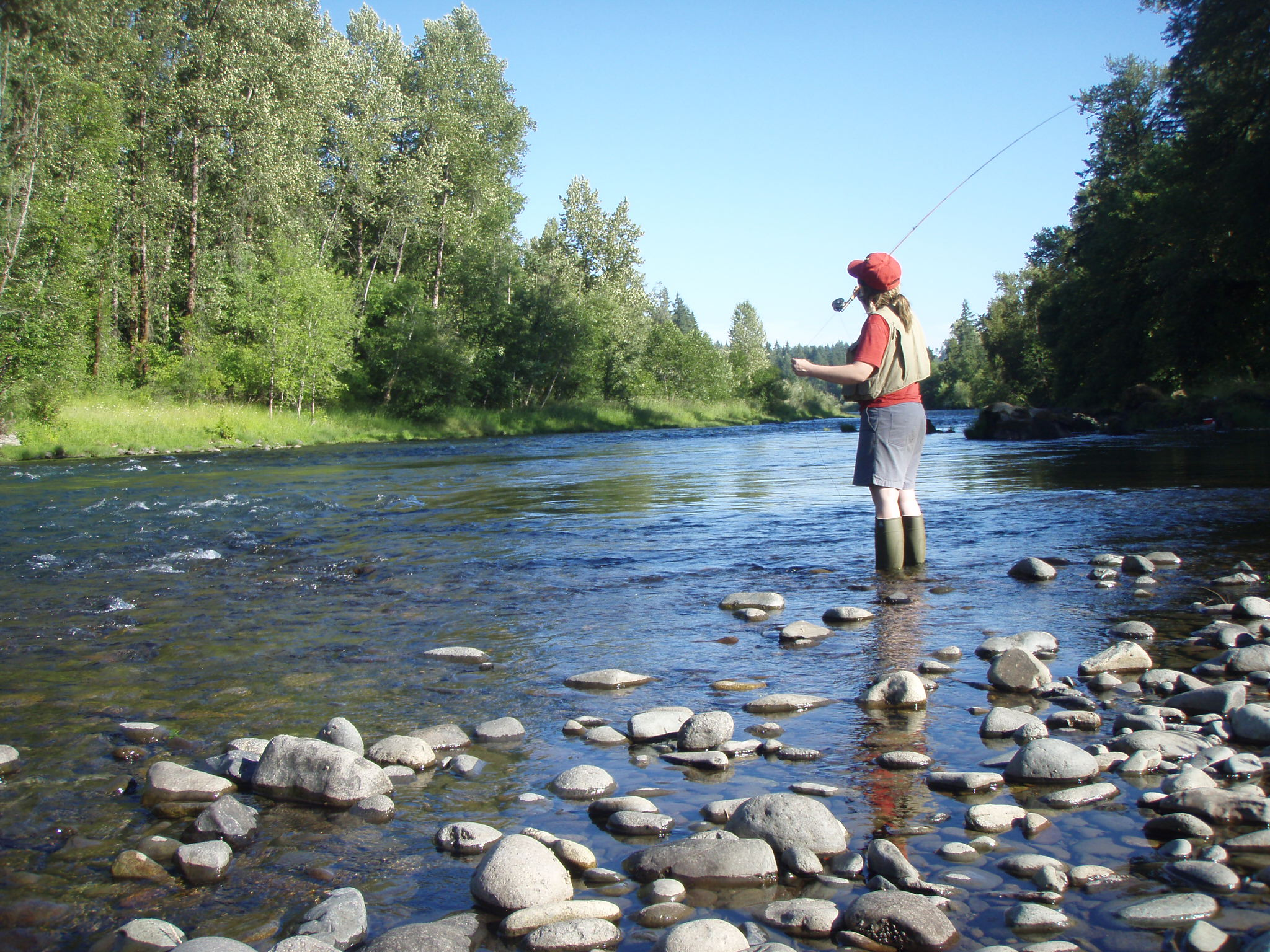
Horgászat a Déli-Santiam-folyón

A városban hét park található. A közelben csónakázásra, vadászatra, túrázásra, vízi sportok űzésére, kempingezésre és aranyásásra van lehetőség. A Déli-Santiam-folyón található Foster víztározón csónakdokk és egész évben üzemelő kikötő, míg a Green Peter víztározón csak előbbi található. A Déli-Santiam-folyó lazac- és szivárványospisztráng-állománnyal rendelkezik, míg a Quartzville patakon kajakozásra és aranyásásra nyílik alkalom.
A közelben számos túraútvonal található: a Lovas-szikla-gerinc, a Cascadia Állami Parkban fekvő Soda-tavi-völgyi ösvény, valamint a Willamette Nemzeti Erdőben található egyéb lehetőségek. A Menagerie erdőség sziklamászásra is alkalmas.
A településtől tizennyolc kilométerre északnyugatra található a 18 lyukas Mallard pataki Golfklub, míg a legközelebbi síelési lehetőség a 84 km-re keletre, a Santiam-hágóban lévő Hoo Doo Ski Bowl.
Sweet Home szerepelt a Travel Channel „Cash and Treasures” című műsorában, ahol a város és a Holley között elhelyezkedő Holleywood Ranchon felfedezett megkövesedett famaradványokat mutatták be.

## Híres személyek
- Dr. James McCarthy – a Harvard Egyetem oceanográfus professzora[34]
- Howard Bergerson – író[35]
- Matt Slauson – a Los Angeles Chargers offensive linemanje[36]

## Fordítás
- Ez a szócikk részben vagy egészben  a   Sweet Home, Oregon című angol Wikipédia-szócikk ezen változatának fordításán alapul.  Az eredeti cikk szerkesztőit annak laptörténete sorolja fel. Ez a jelzés csupán a megfogalmazás eredetét és a szerzői jogokat jelzi, nem szolgál a cikkben szereplő információk forrásmegjelöléseként.